# Miran Shah
Ne pas confondre avec Miranshah, ville pakistanaise du Waziristan du Nord
Miran Shah (1366-1408), troisième fils de Tamerlan. Gouverneur d'Azerbaïdjan et d'Irak. Il est vaincu et tué par le Kara Koyunlu Kara Youssouf le 20 avril 1408.
Miran Shah eut des descendants tout à fait compétents, parmi lesquels Abu Saïd, grand émir de 1452 à 1469, et surtout Babur (1483-1530), le fondateur de la dynastie moghole de l'Inde.

## Unions et enfants
Miran Shah s'est marié trois fois:
1. Daulatgaldi Agha — fille de Payanda Sultan, fils de Jahangir Barlas
  - Sayyidi Ahmad Miranshahi
2. Sevin Beg Agha, surnommé Khanzada — fille de Aq Sufi Husayn Qunqirat et de Shukur Beg Agha (fille de Jani Beg, Khan de la Horde d'Or); veuve de son frère Jahangir Mirza
  - Khalil Sultan (1384–1411)
  - Muhammad Qasim
  - Biki Sultan, épouse Iskandar, fils d'Omar Chaikh Ier, et plus tard le frère de celui-ci Bayqara Ier
3. Urun Sultan Khanika — fille de Suyurghatgmish Khan, khan de Djaghataï
  - Abu Bakr ibn Miran Shah (1382–1409)
  - Umar (1383–1407)
  - Qutlugh Sultan Begum marié à Sultan Husayn Tayichiud puis au Sayyid de Tirmiz

Concubines:
1. Murad Agha
  - Jamshid
2. Ruhparwar Agha
  - Qarachar
3. Nigar Agha
4. Fakhira Agha
5. Bakht Sultan Agha
6. Daulat Bakht Fuladbuqakhani
  - Muhammad Timur
7. Mihr Nush Fuladbuqakhani
  - Muhammad Mirza, arrière-grand-père de Babur

Ses autres enfants issue de femmes au nom inconnu:
- Ichil (1394–1415)
- Suyurghatmish (b.1399)
- Fatima Sultan Begum
- Sa'adat Sultan Begum
- Rajab Sutlan Begum, marié à Sa'd Waqas (fils de Muhammad Sultan, fils de Jahangir Mirza) puis à Sanjar (fils de Pir Muhammad, autre fils de Jahangir Mirza)
- Rabia Sultan Begum